# Development Media International (organización)
Development Media International (DMI) es una organización no gubernamental con y sin ánimo de lucro que "utiliza modelos científicos combinados con campañas en los medios de comunicación para salvar el mayor número de vidas de la forma más rentable".
La organización se creó en 2005 y tiene su sede en Londres (Inglaterra).

## Trabajo
DMI diseña y ejecuta campañas de televisión y radio en países en desarrollo para promover comportamientos saludables en el público objetivo. En la actualidad, su objetivo se centra en reducir la mortalidad infantil evitable promoviendo prácticas como dormir bajo mosquiteras tratadas, administrar antibióticos a los niños cuando tienen neumonía o administrar a las personas terapia de rehidratación oral.

### Temas de interés
El DMI se centra actualmente en mensajes que aborden las principales causas de muerte en los países subdesarrollados. Mientras que en los países desarrollados la atención se centra en promover comportamientos saludables como evitar fumar o la seguridad vial, las enfermedades transmisibles siguen siendo la principal causa de muerte y morbilidad en los países subdesarrollados, y los mensajes públicos de DMI pretenden animar a la gente a tomar medidas adecuadas para prevenir y frenar la propagación de estas enfermedades. Sus principales temas de interés en la actualidad son:
- Planificación familiar
- Supervivencia materna
- Supervivencia del recién nacido
- Supervivencia infantil[4]
- Nutrición
- Higiene
- Enfermedades tropicales desatendidas

### Países de interés
DMI ha puesto en marcha una iniciativa de recaudación de fondos llamada Media Million Lives, cuyo objetivo es lanzar campañas mediáticas a escala nacional para reducir la mortalidad infantil y materna en diez países africanos de alta carga. DMI ha trabajado con la London School of Hygiene & Tropical Medicine (Escuela de Higiene y Medicina Tropical de Londres) para desarrollar un modelo matemático que permita predecir el número de vidas de menores de cinco años que pueden salvarse cada año mediante la realización de campañas mediáticas a escala nacional en una serie de países africanos. El modelo predice que estas campañas pueden reducir la mortalidad de menores de cinco años hasta en un 23%. Algunos ejemplos de estimaciones del número anual de vidas de menores de cinco años salvadas son:
| País       | Estimación de vidas salvadas por año |
| ---------- | ------------------------------------ |
| ☢          | 43,200                               |
| Mali       | 16,400                               |
| Mozambique | 14,600                               |
| Zambia     | 11,200                               |

En abril de 2014, DMI publicó los resultados intermedios de un ensayo controlado aleatorizado que está llevando a cabo en Burkina Faso para demostrar que una campaña de radio por sí sola puede reducir la mortalidad de los menores de cinco años en un 15,7%. La evaluación del ensayo controlado aleatorizado está siendo llevada a cabo por la Escuela de Higiene y Medicina Tropical de Londres.

## Alianzas
DMI es miembro de la Alianza para la Salud de la Madre, el Recién Nacido y el Niño (The Partnership for Maternal, Newborn and Child Health). Entre sus financiadores se encuentran Wellcome Trust, la Fundación Planet Wheeler, la Fundación Mulago, el Departamento de Desarrollo Internacional del Reino Unido, The Life You Can Save, GiveWell, Unicef y Open Philanthropy Project. Entre los financiadores anteriores se encuentran la Agencia de Estados Unidos para el Desarrollo Internacional y otros.

## Evaluaciones externas

### GiveWell
En octubre de 2012, la evaluadora de organizaciones benéficas GiveWell consideró a Development Media International como una posible organización a recomendar, pero decidió no hacerlo por el momento, afirmando que esperaban volver a realizar una evaluación más profunda más adelante.
El 2 de mayo de 2014, GiveWell publicó una entrada en el blog de Holden Karnofsky en la que analizaba los resultados del ensayo controlado aleatorizado de DMI en Burkina Faso, publicados recientemente. Karnofsky escribió: "Si los resultados -y los cálculos de rentabilidad de DMI- se mantuvieran, DMI podría convertirse en una de las principales organizaciones benéficas de GiveWell con un "coste por vida (equivalente) salvada" estimado sustancialmente mejor que el de nuestras principales organizaciones benéficas actuales. [...] Sin embargo, hay muchas cuestiones que tendríamos que estudiar antes de determinar si éste es realmente el caso. Por ello, tenemos previsto investigar a fondo el DMI este año. Existe la posibilidad de que decidamos recomendarlo a finales de este año natural, y también de que optemos por aplazar nuestra decisión hasta el año que viene, cuando se publiquen los resultados finales del estudio (que esperamos ofrezcan una imagen más fiable de su impacto)".
En octubre de 2014, GiveWell publicó una "revisión en curso" de Development Media International.
El 1 de diciembre de 2014, GiveWell anunció sus principales organizaciones benéficas y organizaciones benéficas destacadas del año. El DMI se incluyó entre las organizaciones benéficas destacadas, junto con el Programa Universal de Yodación de la Sal de la Alianza Mundial para la Mejora de la Nutrición (GAIN), el Consejo Internacional para el Control de los Trastornos por Deficiencia de Yodo y Living Goods.
En junio de 2015, GiveWell publicó una actualización de su revisión del DMI con correcciones que aumentaban la estimación del coste por vida salvada de 5.236 a 7.264 dólares.

### Giving What We Can
La organización de defensa del altruismo eficaz Giving What We Can publicó una entrada en su blog sobre DMI escrita por Emma Howard el 27 de mayo de 2014. Esta fue la primera vez que la organización examinó de cerca el DMI. Anteriormente, Giving What We Can había mencionado el ensayo controlado aleatorizado en curso de DMI como ejemplo de aleatorización a escala nacional en el mundo real.

### The Life You Can Save
La organización de altruismo eficaz The Life You Can Save considera a DMI una de sus organizaciones benéficas recomendadas. En junio de 2020, The Life You Can Save Australia también añadió a DMI a su lista de organizaciones benéficas recomendadas.

## Recepción de los medios de comunicación
Will Snell, de DMI, participó en una mesa redonda patrocinada por The Guardian sobre carreras en el ámbito del desarrollo internacional. Además, Roy Head, director general de DMI, concedió una entrevista a The Guardian.
Daniel Avis, de SOAS Radio, entrevistó a Roy Head, Director General de DMI, en el Día Mundial de la Radio para hablar de la labor de DMI.